# インディ・ジョーンズ シリーズ
「インディ・ジョーンズ」（英: Indiana Jones）は、アメリカ合衆国の冒険メディア・フランチャイズ。ジョージ・ルーカスによって製作され、1981年に1作目の『レイダース/失われたアーク《聖櫃》』が公開された。最初の4作までスティーヴン・スピルバーグが監督、ルーカスが製作総指揮を務めた。ハリソン・フォード演じる考古学者のインディアナ・ジョーンズを主人公とした冒険を描く。

## 登場人物
レイダース  失われたアーク《聖櫃》
- インディアナ・ジョーンズ - 世界的に有名な考古学者にして冒険家。愛称はインディ。
- マーカス・ブロディ - インディの友人。ニューヨーク国立博物館館長。
- マリオン・レイブンウッド - インディの師である考古学者・アブナー・レイブンウッド教授の娘。現在はネパールで酒場を経営。
- サラー - インディの友人で、遺跡発掘のベテラン。
- ルネ・エミール・ベロック - フランス人の考古学者で、インディの宿敵。ナチスに加担して聖櫃を探す。
- ヘルマン・ディートリッヒ - ドイツ国防軍の大佐。ナチスの聖櫃捜索部隊の司令官。
- アーノルド・エルンスト・トート - ナチスの秘密警察「ゲシュタポ」のエージェント。
- コブラー - ディートリヒ大佐の補佐官。

魔宮の伝説
- インディアナ・ジョーンズ - 世界的に有名な考古学者にして冒険家。愛称はインディ。
- ショート・ラウンド - 中国人の孤児。インディの若きパートナー。
- ウー・ハン - おなじくインディのパートナー。
- ラオ・チェー - 上海裏社会の大物。
- ウィリー・スコット - 上海のクラブ<オビ=ワン>の歌手。
- シャーマン - インディ達がたどり着いたインドの村「メイアプール」の長老。インディにシヴァリンガと村の子供たちの奪還を依頼する。
- ザリム・シン - パンコット宮殿の若きマハラジャ。
- チャター・ラル - パンコット宮殿の宰相。
- モラ・ラム - 邪神「カーリー」を崇拝する暗殺教団「サグ」の司祭。素手で人の心臓を掴みだす。

最後の聖戦
- インディアナ・ジョーンズ - 世界的に有名な考古学者にして冒険家。愛称はインディ。
- ヘンリー・ジョーンズ - インディの父親。長年聖杯探索を行っており、その記録のすべてを「聖杯日誌」に記した。
- マーカス・ブロディ - インディの友人。ニューヨーク国立博物館館長。
- サラー - インディの友人で、遺跡発掘のベテラン。
- エルザ・シュナイダー - オーストリア人の考古学者。裏でナチスに加担している。
- ヴァルター・ドノバン - 考古学マニアの億万長者。裏でナチスに加担している。
- エルンスト・フォーゲル - ナチス親衛隊大佐。

クリスタル・スカルの王国
- インディアナ・ジョーンズ - 世界的に有名な考古学者にして冒険家。愛称はインディ。
- マット・ウィリアムズ（ヘンリー・ジョーンズ三世） - 実はインディの息子だが、本人はその事を知らされていなかった。
- マリオン・レイヴンウッド - マットの母親。
- ジョージ・マクヘイル（マック） - 第二次世界大戦中、インディと共にナチスと戦った元MI6の局員でソ連の二重スパイ。
- ハロルド・オックスリー教授（オックス） - インディの大学時代の友人。
- ディーン・チャールズ・スタンフォース - マーカス・ブロディの死後の大学の学部長。インディとは旧友。
- イリーナ・スパルコ - KGBのエージェント。超能力研究者。レイピアを使う凄腕の剣士。
- アントニン・ドフチェンコ - スパルコの部下のソビエト連邦軍の軍人。階級は大佐。
- オレリャーナ - 黄金の都市を探し求め、ペルーで行方不明になった500年前のスペイン人探検家。謎のカギとなる。

## 映画
パラマウント・ピクチャーズが共同で製作及び配給を担当。映画の冒頭は四作とも星24個（22個ではない）を伴うパラマウント・ロゴ、シンボルとなる山に地形などよく似た形、第二作では巨大なゴングにデザインされた山の彫刻が、オーヴァーラップする形で始まる。同社の75周年で社名映像が3DCGに移行した後の第四作でも、手描きによる旧版が用いられた。
2013年、ウォルト・ディズニー・スタジオ・モーション・ピクチャーズがパラマウントより配給とマーケティングの権利を獲得し、第5弾からがディズニー配給となる。前4作品の権利はパラマウントに残り、第5弾以降の新作から製作協力として配当を受け取ることになっている。
前4作品の権利がパラマウントに残留している事情からディズニー傘下の定額制動画配信サービスであるDisney+ではこれらの作品の配信は行われず、パラマウントの同業サービスであるParamount+で配信が行われていたが、2023年5月31日から後述のテレビシリーズと共にDisney+で見放題配信されることになった。日本でも同日から同サービスのスターにて前4作品の見放題配信が行われる。なお、Paramount+でも引き続き前4作品の見放題配信が行われる。
- 『レイダース/失われたアーク《聖櫃》』エピソード24（1981年公開）
- 『インディ・ジョーンズ/魔宮の伝説』エピソード23（1984年公開）
- 『インディ・ジョーンズ/最後の聖戦』エピソード25（1989年公開）
- 『インディ・ジョーンズ/クリスタル・スカルの王国』エピソード26（2008年公開）
- 『インディ・ジョーンズと運命のダイヤル』エピソード27（2023年公開）

## テレビシリーズ
テレビシリーズ「ヤング・インディ・ジョーンズ」は主に1992年〜1993年にアメリカで製作され、チャプター1〜5（インディが10歳頃のストーリー）はコーリー・キャリアーが、チャプター6〜22（インディが17歳頃のストーリー）はショーン・パトリック・フラナリーが主演した。総製作エピソード数は、テレビ放映時間枠45分程度を1エピソードとカウントすると44本存在するが、アメリカでは放映が時系列順ではなく、また製作されても放映されないエピソードもあったため、1996年に現行の時系列順の22チャプター（1チャプターは2エピソードで構成）に再編集された。その際、当初の放映（若き日の大冒険）時に存在した93歳のオールド・インディジョーンズ（ジョージ・ホール）によるブックエンド（オープニングとクロージング）部分がカットされ最終版となった。
インディ・ジョーンズを使ったエデュテイメントソフトの企画からテレビドラマの製作に進展したものである。テレビドラマ版として予算コントロールを効かせつつ、世界各国でのロケや特撮を駆使した大作となっている。
尚、日本では1993年1月〜3月に朝日放送発テレビ朝日系で、「インディ・ジョーンズ/若き日の大冒険」のタイトルで15エピソードが放送され、放映されていない残りのエピソードのうち一部は、1999年にビデオソフトでリリースされた。
| 朝日放送制作金曜夜9時枠  | 朝日放送制作金曜夜9時枠             | 朝日放送制作金曜夜9時枠 |
| 前番組                   | 番組名                              | 次番組                  |
| ------------------------ | ----------------------------------- | ----------------------- |
| 金曜ファミリープレゼント | インディ・ジョーンズ/若き日の大冒険 | 驚きももの木20世紀      |

## アトラクション
インディ・ジョーンズ・アドベンチャー - インディ・ジョーンズが発見した遺跡をツアーするというテーマのライド。世界のディズニーパークに2つ存在する。
- 『インディ・ジョーンズ・アドベンチャー：禁断の瞳の魔宮』場所：ディズニーランド（アナハイム）
- 『インディ・ジョーンズ・アドベンチャー：クリスタルスカルの魔宮』場所：東京ディズニーシー（千葉県）[5]

インディ・ジョーンズ・エピック・スタント・スペクタキュラー! - ディズニー・ハリウッド・スタジオ（オーランド）にある、インディ・ジョーンズのショーアトラクション。『レイダース』の岩石に追われるシーンと、ナチスの飛行場での格闘および脱出シーンを、映画同様のセットとスタントで再現。
インディ・ジョーンズと危難の魔宮 - ディズニーランド・パーク (パリ)（マルヌ＝ラ＝ヴァレ）にある、遺跡をトロッコ型の車両に乗って走行するローラーコースター。360度回転するループがある。東京ディズニーシーには「レイジングスピリッツ」という名前で、テーマが異なる同型のコースターが存在する。

## ノベライズ

### ヤング・インディ・ジョーンズ
テレビシリーズ『インディ・ジョーンズ　若き日の大冒険（The Young Indiana Jones Chronicles）』の日本人ライターによる独自ノベライズ作品。後年、再構成された全22チャプター（44エピソード）のうち、日本でテレビ放映された15エピソード分が14冊構成で、ジョージ・ルーカス原案というクレジット表記で、文藝春秋・文春文庫から出版されている。尚、巻順は時系列には並んでおらず、日本語版ビデオ発売サブタイトルとも呼称が異なる。
1. ジャッカルの呪い　（著：田口俊樹、チャプター1前半）
2. 国境の銃声　（著：中井紀夫、チャプター6後半）
3. マタハリの恋　（著：村松潔、チャプター9後半）
4. 戦下の別離　（著：友成純一、チャプター7後半）
5. 最後の伝令　（著：矢野浩三郎、チャプター9前半）
6. 初恋のウィーン　（著：森下一仁、チャプター3前半）
7. 密林の聖者　（著：大森望、チャプター11全編）
8. 皇帝の密使　（著：小尾芙佐、チャプター13前半）
9. 東洋の秘術　（著：横田順彌、チャプター5後半）
10. 硝煙の詩　（著：川又千秋、チャプター8前半）
11. 脱走大作戦　（著：岡崎弘明、チャプター8後半）
12. 笑うバルセロナ　（著：梶尾真治、チャプター14前半）
13. サバンナの探偵　（著：村上博基、チャプター2前半）
14. 赤い情熱　（著：槐多康彦、チャプター13後半）

### 映画
映画のノベライズ版は、いずれも早川書房（ハヤカワ文庫）から刊行されている。
1. 『レイダース/失われたアーク《聖櫃》』（著：キャンベル・ブラック、訳：秦新二）
2. 『インディ・ジョーンズ/魔宮の伝説』（著：ジェイムズ・カーン、訳：山田順子）
3. 『インディ・ジョーンズ/最後の聖戦』（著：ロブ・マグレガー、訳：大森望）
4. 『インディ・ジョーンズ/クリスタル・スカルの王国』（著：ジェイムズ・ローリンズ、訳：漆原敦子）

### スピンオフ小説
- 竹書房文庫（青年期の活躍を描くシリーズ）

1. 『インディ・ジョーンズ/神々の陰謀』（1991年、著：ロブ・マグレガー、訳：小口和香）
2. 『インディ・ジョーンズ/巨人の舞踏』（1991年、著：ロブ・マグレガー、訳：小口和香）
3. 『インディ・ジョーンズ/第七の魔力』（1991年、著：ロブ・マグレガー、訳：小口和香）
4. 『インディ・ジョーンズ/失われた<箱舟（アーク）>伝説』（1992年、著：ロブ・マグレガー、訳：小口和香）
5. 『インディ・ジョーンズ/ユニコーンの遺産』（1992年、著：ロブ・マグレガー、訳：小口和香）
6. 『インディ・ジョーンズ/地下帝国の挑戦』（1992年、著：ロブ・マグレガー、訳：小口和香）
7. 『インディ・ジョーンズ/魔空の覇者』（1993年、著：マーティン・カイディン、訳：小口和香）
8. 『インディ・ジョーンズ/炎の聖剣』（1994年、著：マーティン・カイディン、訳：石川順子）
9. 『インディ・ジョーンズ/賢者の石』（1995年、著：マックス・マッコイ、訳：石川順子）
10. 『インディ・ジョーンズ/巨竜の復活』（1996年、著：マックス・マッコイ、訳：石川順子）

尚、邦訳はされていないが、マックス・マッコイによる第11作が1997年に、第12作が1999年にアメリカでは刊行されている。
また、これら12作の時代設定は、公式チャプター22と23の間（1920〜1934年）となっている。
- 偕成社（子供時代の活躍を描くジュニアノベル）

インディが14歳頃の時代設定で、1990〜1991年にかけて、ウィリアム・マッケイ等の著作による「ヤング・インディジョーンズ・シリーズ」8作が刊行されている。
また、1993〜1995年にかけて「新・ヤング・インディジョーンズ・シリーズ」7作（ただし第7作の邦訳はなし。）も発表されている。
- 『シャーロック・ホームズと賢者の石』

五十嵐貴久の手掛けたパスティーシュ作品。
引退後のホームズとワトスンがニューヨークでフォン・ボルク大佐と対決する中で一人の勇敢な少年に出会い、父親からジュニアと呼ばれるのを嫌がる彼へ「インディ・ジョーンズ」の名と鞭を贈る。

## ゲーム
インディ・ジョーンズ/魔宮の伝説
ジャンル：アクション、発売：アタリ・ナムコ、機種：アーケード

インディ・ジョーンズ/最後の聖戦
ジャンル：アドベンチャー、発売：ビクター、対応機種：FM TOWNS

インディ・ジョーンズ/アトランティスの運命
ジャンル：アドベンチャー、発売：ビクター、対応機種：FM TOWNS

インディ・ジョーンズ/アトランティスの秘宝
ジャンル：アドベンチャー、発売：ビクター、対応機種：DOS/V・Macintosh

インディ・ジョーンズ Greatest Adventure
ジャンル：アクション、発売：ビクター、対応機種：スーパーファミコン

Indiana Jones and the Emperor's Tomb
ジャンル：アクション、発売：（日本語版未発売）、対応機種：PS2・Xbox

レゴ インディ・ジョーンズ（Lego Indiana Jones: The Original Adventures）
ジャンル：アクション、発売：（日本語版未発売）、対応機種：PS3・Wii・Xbox 360

Indiana Jones and the Staff of Kings
ジャンル：アクション、発売：（日本語版未発売）、対応機種：PS2・Wii・PSP・DS

インディ・ジョーンズ/大いなる円環
ジャンル：FPS、発売：Bethesda、対応機種：XBOX・PC